# María Eugenia de Austria
María Eugenia de Austria (Madrid, 21 de noviembre de 1625-ib., 21 de julio de 1627) fue una infanta de España, heredera de Felipe IV durante su corta vida.

## Biografía
Nació en el Alcázar de Madrid, siendo la tercera de los vástagos y de las hijas hembras de Felipe IV de España e Isabel, hija de Enrique IV de Francia.
El día de su nacimiento era viernes y se celebraba la fiesta de la Presentación de la Virgen María. Nació a las 11 de la mañana. En la noche de su nacimiento se corrió una máscara a caballo por parte de los caballeros que quedaban en la corte, pues según Gascón de Torquemada, gran parte de la nobleza había acudido a la Defensa de Cádiz ante los ataques ingleses.
El 5 de diciembre del año de su nacimiento le fue administrado el agua de bautismo por el Patriarca de las Indias, Andrés Pacheco, y le fue dado un cáustico, como consecuencia de temerse por su vida en un ataque de alferecía. El 1 de enero de 1626, 40 días después de su nacimiento, oyó su madre su misa de parida en el oratorio de su cuñada, María, reina consorte de Hungría y hermana de Felipe IV.
Para ser su padrino de bautismo, se pidió a Urbano VIII, quien mandó en representación como legado a su sobrino Francesco Barberini. El viaje de este a España fue descrito por el caballero Cassiano dal Pozzo en su diario.
El 24 de mayo entró el cardenal legado en Madrid con gran solemnidad. El 7 de junio, fiesta de la santísima Trinidad fue el bautizo solemne de la infanta María Eugenia en la capilla real del Alcázar de Madrid. En ese mismo día su tía (que sería madrina de bautismo) se capituló con su primo Fernando, rey de Hungría.
Para solemnizar el bautismo se adornaron ricamente los patios, incluyendo los tapices de la serie de la Historia de Noé, además, se transformó la escalera principal del Alcázar, nivelando su último tramo para facilitar el paso de la procesión, desde los corredores del patio del rey a los de la reina. fue su padrino, el cardenal legado en representación de Urbano VIII y madrina, la infanta María reina de Hungría. Los reyes Felipe IV e Isabel así como los infantes Carlos y Fernando observaron la ceremonia desde el cancel de la capilla. En el bautismo solo se aplicó el crisma a la recién nacida, por haber recibido ya el agua del bautismo.
En noviembre de 1626 sufría de viruela. Unos días antes, el 3 de noviembre. Su madre había dado a luz una hija muerta. 
Murió el 21 de julio de 1627 a las 9:30 de la mañana. A la medianoche de aquel día se llevó su cuerpo a enterrar al Monasterio de San Lorenzo de El Escorial. Se encuentra sepultada en la sexta cámara del Panteón de Infantes del citado cenobio. Su muerte dejó sin hijos al matrimonio regio, siendo heredero el infante don Carlos, hasta el nacimiento de Isabel María Teresa en octubre de 1627; y después el de Baltasar Carlos, que nacería en 1629 y moriría en 1646.

### Individuales
1. ↑  «Expediente referente al nacimiento de la infanta María Eugenia el 21 de noviembre de 1625». Portal de Archivos Españoles. Archivo de la Real Chancillería de Valladolid. 22-28 de noviembre de 1625.
2. ↑  Barbeito, José Manuel (1992). Alcázar de Madrid. Comisión de Cultura, Colegio Oficial de Arquitectos de Madrid. p. 146. ISBN 978-84-7740-066-0. Wikidata Q110543470. Consultado el 19 de diciembre de 2022.
3. ↑  Gascón de Torquemada, 1991, pp. 243-244.
4. ↑  Gascón de Torquemada, 1991, p. 277.
5. ↑  Díez, José Rodríguez (2014). «Epitafios del Panteón de Infantes del Monasterio del Escorial y sus fuentes bíblicas». El mundo de los difuntos: culto, cofradías y tradiciones,  Vol. 2, 2014, ISBN 978-84-15659-23-5, págs. 825-856 (Ediciones Escurialenses): 825-856. ISBN 9788415659242. Consultado el 7 de mayo de 2019.